# Ş
Ş, ş (S-седиль) — літера розширеної латинки. Вживається в абетках деяких тюркських мов (турецька, татарська на основі латинки, кримськотатарська, азербайджанська, туркменська), а також курдської. У цих мовах завжди позначає глухий заясенний фрикативний звук [ʃ], аналогічний українському ш.
Інколи використовується у типографії замість румунської літери Ș/ș (S з комою, наприклад, у слові Timișoara) за умов відсутності останньої в доступному наборі символів.
Також використовується для передачі літери сад арабської мови, хоча зазвичай для цього вживають літеру ṣ (S із крапкою).

## Приклади
Слова турецької мови: Eskişehir, Şımarık
Також Ş зустрічається у власних назвах, зокрема іменах: Hakan Şükür, Rüştü Reçber, Şenes Erzik (Шенес Ерзік)